# WORLDISTA
『WORLDISTA』（ワールディスタ）は、日本の男性アイドルグループ・NEWSの10作目のオリジナル・アルバム。2019年2月20日にジャニーズ・エンタテイメントから発売。

## リリース
2019年2月20日リリース。初回限定盤 (CD+DVD) と通常盤 (CD) の2種類で販売され、通常盤にはボーナストラックとしてメンバー4人のソロ曲が収録された。
夢の場所をテーマにした『NEVERLAND』（2017年）、宇宙旅行をモチーフにした『EPCOTIA』（2018年）に続く、「ファンタジック」をキーワードとしたアルバムプロジェクトの3作目であり、仮想空間やVRなどの「バーチャル体験」がテーマである。

## 収録曲

### CD
※ソロ曲は通常盤のみ収録。
1. ログインシークエンス -INTER-
脚本:髙橋 拓、編曲:☆Taku Takahashi(m-flo)
2. WORLDISTA
作詞:ヒロイズム、作曲:中西亮輔/ヒロイズム、編曲:中西亮輔/黒田賢一/芳賀政哉
  - 本作の表題曲
3. オリエンテーション -INTER-
脚本:髙橋 拓、作曲･編曲:☆Taku Takahashi(m-flo)
4. DEAD END
作詞･作曲･編曲:TAKA3
5. CASINO DRIVE
作詞:AKIRA、作曲:Takuya Harada/Josef Melin、編曲:Josef Melin
6. インビジブル ダンジョン
作詞:栗原暁(Jazzin’ park)、作曲:☆Taku Takahashi(m-flo)/Mitsunori Ikeda(Tachytelic)/栗原暁(Jazzin’ park)/久保田真悟(Jazzin’ park)、編曲:☆Taku Takahashi(m-flo)/Mitsunori Ikeda(Tachytelic)
7. 第一チェックポイント -INTER-
脚本:髙橋 拓、作曲･編曲:☆Taku Takahashi(m-flo)
8. SPIRIT
作詞･作曲:ヒロイズム、編曲:ヒロイズム/U-KIRIN/中西亮輔/黒田賢一
  - 日本テレビ系「FIFAクラブワールドカップ UAE 2018」テーマソング
9. BLUE
作詞･作曲･編曲:ヒロイズム
  - 23rdシングル
  - 日本テレビ系「ロシア2018」テーマソング[1]
10. FIGHTERS.COM
作詞:AKIRA、作曲:AKIRA/高橋諒、編曲:高橋諒
11. 発表会 -INTER-
脚本:高橋拓、編曲:☆Taku Takahashi(m-flo)
12. Digital Love
作詞:栗原暁(Jazzin’ park)、作曲:☆Taku Takahashi(m-flo)/Mitsunori Ikeda(Tachytelic)/栗原暁(Jazzin’ park)/久保田真悟(Jazzin’ park)、編曲:☆Taku Takahashi(m-flo)/Mitsunori Ikeda(Tachytelic)
13. リボン
作詞:Hacchin' Maya、作曲･編曲：Kaco
14. クイズ -INTER-
脚本:高橋拓、作曲:☆Taku Takahashi(m-flo)、編曲:/☆Taku Takahashi(m-flo)/Mitsunori Ikeda(Tachytelic)
15. サンタのいないクリスマス
作詞:ヒロイズム/Hacchin' Maya、作曲･編曲:ヒロイズム/Nate "Impact" Jolley
16. Strawberry
作詞:NEWS　作曲:ヒロイズム
  - 24thシングル『「生きろ」』「生きろ」15th Anniversary BOXカップリング

記載はないが、アルバムバージョンである[要出典]。
17. 「生きろ」
作詞・作曲:ヒロイズム、編曲:ヒロイズム/石塚知生
  - 24thシングル
  - 加藤シゲアキ主演 日本テレビ系日曜ドラマ『ゼロ 一獲千金ゲーム』主題歌[1]
18. エンディング -INTER-
脚本:高橋拓、作曲:Mitsunori Ikeda(Tachytelic)、編曲:☆Taku Takahashi(m-flo)/Mitsunori Ikeda(Tachytelic)
19. Symphony of Dissonance - 増田貴久
作詞･作曲:Ryohei Yamamoto、編曲:☆Taku Takahashi(m-flo)/Mitsunori Ikeda(Tachytelic)
20. DoLLs - 手越祐也
作詞:TAKA3、作曲:手越祐也、編曲:高橋諒
21. Going that way - 小山慶一郎
作詞:ヒロイズム、作曲:ヒロイズム/芳賀政哉、編曲:芳賀政哉
22. 世界 - 加藤シゲアキ
作詞･作曲:加藤シゲアキ、編曲:中西亮輔

### DVD
※初回限定盤のみ
1. WORLDISTA Ver.10 & MAKING

## ツアー
本作を引っ提げたライブツアー『NEWS LIVE TOUR 2019 WORLDISTA』が、2019年3月9日から5月26日まで全国9か所27公演で開催された。
2020年10月21日に、4人体制では最後となるDVD/Blu-ray『NEWS LIVE TOUR 2019 WORLDISTA』が発売された。